# Steven Wiig
Pour les articles homonymes, voir Wiig.
Steven Ray Wiig, né le 30 décembre 1972 dans le comté de Marquette (Michigan), est un acteur et musicien américain. Il apparaît dans le film Into the Wild sous la direction de Sean Penn, Some Kind of Monster réalisé par Joe Berlinger et Bruce Sinofsky, et dans Harvey Milk de Gus Van Sant. Il est le batteur du groupe Papa Wheelie, et mené par l'ancien membre de Metallica Jason Newsted. Wiig est l'auteur-compositeur primaire dans son groupe The Martichora (tous instruments).

## Filmographie
Comme acteur
- 2004 : Some Kind of Monster
- 2007 : Into the Wild
- 2008 : Harvey Milk
- 2014 : La Planète des singes : L'Affrontement

Il apparaît sous forme de bande dessinée aux côtés de Neil Hamburger dans Les Folles Aventures de Pleaseeasaur DVD (2006).

## Discographie
- GROINBLITZER (1989-1991)
- The Lesser
- The Martichora
- Papa Wheelie